# Gesta Hunnorum et Hungarorum
Gesta Hunnorum et Hungarorum (slovensko Dejanja Hunov in Madžarov) je srednjeveška kronika, ki jo je okoli 1282–1285 napisal večinoma Simon iz Kéze. Je eden od virov zgodnje zgodovine Madžarov Znana je tudi kot Gesta Hungarorum (II)  (Dejanja Madžarov (II)), pri čemer oznaka "(II)" nakazuje njen status razširjene izvirne Gestae Hungarorum, napisane okoli leta 1200. 
Delo je datirano v leta 1282–1285, saj vključuje bitko pri Hódskem jezeru (1282), ne omenja pa druge mongolske invazije na Ogrsko leta 1285. 
Delo združuje hunske legende in zgodovino. Sestavljeno je iz dveh delov: hunskih legend (Hunska kronika), razširjenih z madžarskimi ustnimi pripovedmi, in zgodovine Ogrskega kraljestva od izvirne Gesta Hungarorum dalje. 
Simon iz Kéze je bil dvorni klerik ogrskega kralja Ladislava IV. (vladal 1272–1290). Veliko je potoval po Italiji, Franciji in Nemčiji ter svoje epsko in pesniško gradivo črpal iz najrazličnejših virov. Po lastnem priznanju je uporabljal takratne nemške, italijanske in francoske kronike, dokazano pa je, da je brez zadržkov uporabljal tudi madžarske vire.
Gesta Hunnorum et Hungarorum sta leta 1999 za Srednjeevropsko univerzo uredila in prevedla László Veszprémy in Frank Schaer. 